# Andrés Mendoza Celis
Andrés Filomeno Mendoza Celis (Zimatlán de Álvarez, Oaxaca; 29 de noviembre de 1947) es un asesino en serie y carnicero mexicano, condenado a prisión vitalicia por el asesinato de una mujer llamada Reyna González Amador, y por ser el probable responsable de al menos otros 19 a 30 feminicidios y homicidios más.
En junio de 2021, fueron hallados 3787 restos óseos dentro de su domicilio. En junio de 2022, se reportó que la cifra de restos óseos encontrados en su casa había aumentado a 4600, comentándose que probablemente le pertenecían a 19 personas; 17 mujeres, un niño, y un hombre.

## Biografía
En 2015, trabajó como presidente del consejo de participación ciudadana de su colonia durante la administración de la política y, en ese entonces presidenta municipal, Ana María Balderas Trejo. La información sobre esta afiliación no puede ser consultada dentro del portal IPOMEX (Información Pública de Oficio de los Sujetos Obligados del Estado de México y Municipios), pero puede corroborarse en un archivo PDF de la página. También se desempeñó por varios años como carnicero, trabajando en un rastro de preparación de carne para consumo humano en Tlalnepantla, siendo esta una de las razones por las cuales tenía conocimientos sobre como diseccionar y cortar los cuerpos de sus víctimas.

## Antecedentes
| «Le quité la piel del rostro porque estaba muy guapa.» —Mendoza en declaración al homicidio de Reyna González |

El sábado 15 de mayo de 2021, Andrés Mendoza fue arrestado en Atizapán de Zaragoza, Estado de México, al ser encontrado con el cadáver descuartizado de una mujer primeramente identificada como Reyna «N» pero cuyo nombre real era Reyna González Amador y había sido reportada como desaparecida el día 14 del mismo mes. Se presumía que Amador era su pareja sentimental, pero esto fue desmentido, ya que ella estaba casada y fue su esposo, Bruno Ángel Portillo, quien encontraría su cadáver al entrar a la fuerza al domicilio del hombre ubicado en la calle Margaritas de la colonia Lomas de San Miguel. Además, dentro del lugar se encontraron credenciales del INE, ropa, zapatos, maquillaje, y bolsas de varias mujeres, así como grabaciones en casetes cometiendo los asesinatos, y una libreta con una lista de varios nombres de mujeres, siendo estas sus posibles víctimas. También conservaba cabello y rostros desollados. Enterraba, o dicho por él, se comía a las mujeres que asesinaba, habiendo hecho estos crímenes por años.
Fue llevado al penal de Tlalnepantla. De acuerdo a algunas declaraciones de sus vecinos, el hombre no soportaba el desprecio y desinterés que recibía por parte de mujeres jóvenes, mientras que otros lo describieron como «tranquilo, y que no molestaba a las mujeres».

## Víctimas conocidas
- Reyna González Amador: mujer de 34 años de edad, casada y madre de dos hijas. Fue reportada como desaparecida el viernes 14 de mayo de 2021.[29] Trabajaba en un local donde vendía celulares y se había quedado de ver con su esposo para trasladarse al centro de la Ciudad de México y comprar mercancía, pero antes pasaría a casa de Andrés Mendoza. El hombre obtuvo la confianza de la mujer llevándole celulares para que los reparara y ofreciéndose para ayudarla a hacer ciertos trabajos.[29] Su esposo era policía y fue él quien encontraría el cuerpo descuartizado de su esposa al entrar a la fuerza al domicilio de Mendoza.[29][30]

- Flor Ninive Vizcaíno Mejía: mujer de 38 años de edad y madre soltera de dos hijas.[30][31] Originaria del Estado de México, trabajaba como hostess (profesión del sector de la hostelería y la gastronomía que se encarga de dar la bienvenida al cliente) en Tlalnepantla,[30] desapareció el 16 de octubre de 2016 y fue vista por última vez en esa ciudad.[30][31][32]

- Rubicela Gallegos Castillo: mujer de 32 años de edad y madre soltera de un niño.[30][33] Originaria de Monterrey, Nuevo León, se mudó al Estado de México en busca de una mejor vida para su hijo, trabajaba como repartidora de Uber Eats en Tlalnepantla.[30][33] Desapareció el 20 de julio de 2019 y fue vista por última vez en un restaurante.[5][30]

- Norma Jiménez Carreón: desapareció el 6 de agosto de 2011 en Tlalnepantla.[34]

- Berenice Sánchez Olvera: mujer con alrededor de 20 años de edad que trabajaba en un bar llamado «El Marinero».[35]

- Alyn y Gardenia: dos mujeres que conoció en un bar llamado «El Barrigón», a quienes cortejó con el fin de tener una relación amorosa, pero ambas lo rechazaron.[35]

## Juicio y sentencias
De acuerdo a la declaración ministerial, el hombre confesó que, a excepción de Reyna, conoció a todas sus víctimas en bares ubicados en Tlalnepantla, lugares donde trabajaban y que él frecuentaba. Ahí convivía con ellas y después las invitaba a su casa con la intención de tener relaciones sexuales. En casi todos los casos consumían bebidas alcohólicas y luego las asesinaba apuñalándolas.
En palabras de Mendoza, expresó lo siguiente durante su primera audiencia: 

«No niego, me culpo yo también. Yo lo único que quiero es decir la verdad. Lo hecho pues ya está. Ni modo. Ahí está el esposo: él vio. Uno no sabe las consecuencias que pudo suceder».

Por el feminicidio de Reyna, en marzo de 2022 fue formalmente vinculado a proceso y encarcelado a prisión vitalicia. El 17 de octubre del mismo año, la Fiscalía General de Justicia del Estado de México (FGJEM), consiguió otra sentencia de 55 años de prisión en su contra, por el feminicidio de una víctima más.
El 18 de enero de 2023, otra condena por 92 años fue dictada en su contra, también por feminicidio, en adición a homicidio y delitos vinculados a la desaparición de una mujer y un niño. Entre el 29 de marzo, 10 de julio, 23 de agosto, y 6 de diciembre de 2023, la Fiscalía estatal lo condenó a otros 55 años por el feminicidio y desaparición de cuatro mujeres más.
El 8 de febrero de 2024, se emitió una octava sentencia en su contra, así como una multa de 105 mil 961 pesos y 1 millón 864 mil 036 pesos como reparación del daño material, luego de ser imputado por el asesinato de otra mujer de la que solo se proporcionaron sus iniciales, B.S.O.

## En la cultura popular
El 27 de junio de 2022, se estrenó la serie documental, Canibal Indignación Total, transmitida por Las Estrellas y producida por la Suprema Corte de Justicia de la Nación. En ella se documentó toda la información recabada del caso, desde su detención, hasta el descubrimiento de los restos óseos en su domicilio, así también como entrevistas a vecinos del señor, autoridades, y otras personas involucradas en el caso.